# Truebella
Truebella é um pequeno gênero de sapo da família Bufonidae. É nativo da região de Ayacucho e Junín no Peru.

## Espécies
| Nome Binomial e Autor                           | Nome Comum |
| ----------------------------------------------- | ---------- |
| Truebella skoptes Graybeal & Cannatella, 1995   |            |
| Truebella tothastes Graybeal & Cannatella, 1995 |            |

## Ligações Externas
- Frost, Darrel R. 2007. Amphibian Species of the World: an Online Reference. Version 5.1 (10 October, 2007). Truebella[ligação inativa]. Electronic Database accessible at http://research.amnh.org/herpetology/amphibia/index.php. American Museum of Natural History, New York, USA. (Accessed: May 08, 2008).
- AmphibiaWeb: Information on amphibian biology and conservation. [web application]. 2008. Berkeley, California: Truebella. AmphibiaWeb, available at http://amphibiaweb.org/. (Accessed: May 08, 2008).
- eol - Encyclopedia of Life taxon Truebella[ligação inativa] at http://www.eol.org.
- ITIS - Integrated Taxonomic Information System on-line database Taxon Truebella at http://www.itis.gov/index.html. (Accessed: May 08, 2008).